# Grabusa
La Grabusa o Carabusa (in greco Γραμβούσα?, Gramvùsa o in greco Γραμπούσα?, Grabùsa, anche chiamate Akra, Cavo Buso, Cavo Bouza) è un arcipelago costituito da due piccole isole disabitate (Imeri Grabusa e Agria Grabusa) e altri scogli, poco lontano dal lungo promontorio-penisola di Corico (in greco Κώρυκος?, Korikos), nella punta più nord occidentale dell'isola di Creta, nell'unità periferica de La Canea, nel comune di Kissamos.
Le due isole di Grabusa potrebbero essere le omeriche Korikies e di conseguenza, se questo fosse vero, Imeri Grabusa sarebbe l'isola di Eolos citata nell'Odissea.
Sulla penisola e sulle due isole sono state individuate oltre 100 specie di uccelli e circa 400 specie vegetali. Nelle grotte costiere partorisce la foca mediterranea.

## Geografia

### Imeri Grabusa
Imeri Grabusa (in greco Ήμερη Γραμβούσα?, letteralmente Grabusa domestica), chiamata anche semplicemente Grabusa, ospita i resti del forte dei garabusei costruito tra il 1579 e il 1584 dalla Repubblica di Venezia. La fortificazione si trova a 137 metri di altezza a picco sul mare e nel 1691 venne conquistata dai turchi, a causa del tradimento del capitano napoletano Luca Dalla Rocca.
Vi sono anche resti di edifici costruiti dai ribelli cretesi, che sono stati costretti a vivere come pirati, durante la Guerra d'indipendenza greca.
Imeri Grabusa e la laguna di Balos sono una famosa attrazione turistica e un'importante oasi naturale.

### Agria Grabusa
Agria Grabusa (in greco Άγρια Γραμβούσα?, letteralmente Grabusa selvatica, ma chiamata anche Grabusa vecchia) è completamente inospitale e si trova a nord di Imeri Grabusa.

### Altre isole
Altri isolotti dell'arcipelago sono Petaluda (in greco Πεταλούδα?, letteralmente farfalla), Petalida o Xera (in greco Πεταλίδα? o in greco Ξέρα?) e Valenti (in greco Βαλέντι?).
Più a ovest si trovano le isole di Pontikonissi (in greco Ποντικονήσι?, letteralmente isola del topo) e Pontikaki (in greco Ποντικάκι?, topolino).

### Promontorio di Corico
Il promontorio di Corico o Cornico è la penisola più occidentale di Creta. Il promontorio, che arriva fino ad un'altitudine di 730 m s.l.m., è lungo circa 12 km e largo tra i 4 km della parte meridionale fino ai 300 metri della punta settentrionale; è percorribile attraverso una strada carrozzabile non asfaltata che da Kliviani conduce fino all'altura posta a 150 m s.l.m. da cui si scende a piedi alla laguna di Balos.
A nord del parcheggio di Balos vi sono le rovine della piccola antica città romana di Agnion, con un tempio dedicato al dio Apollo.

### Laguna di Balos
La laguna di Balos (in greco Μπάλος?, Bàlos) è una doppia laguna, causata dall'insabbiamento del tratto situato tra l'isola di Creta e capo Tigani, divenuto oggigiorno una penisola.
Insieme alle spiagge di Falasarna ed Elafonīsi, la laguna di Balos è una delle mete turistiche più frequentate della costa occidentale di Creta.

Panorama della laguna di Balos al tramonto: al centro Capo Tigani, in lontananza a sinistra l'isola di Pontikonissi, sullo sfondo a destra Imeri Grabusa e ancora più lontana all'estrema destra l'isola di Agria Grabusa

## Storia

### Guerre turco-veneziane

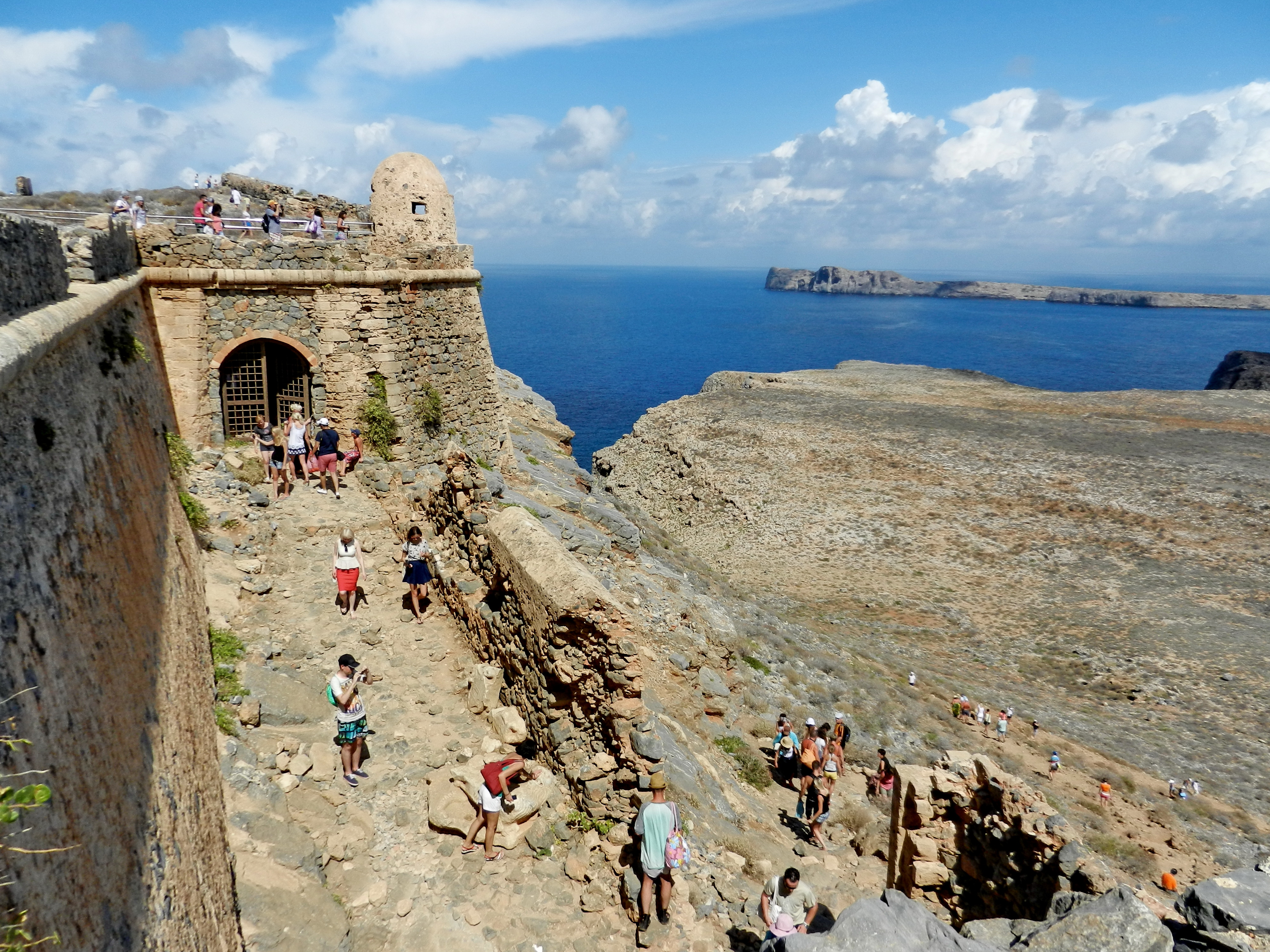
La fortezza veneziana

La fortezza di Imeri Grabusa fu costruita tra il 1579 e il 1584 durante il dominio veneziano per difendere l'isola di Creta dai turchi ottomani. Il forte di Grabusa rimase nelle mani veneziane per tutta la lunga guerra di Candia, fino al trattato del 16 settembre 1669 che stabilì la cessione agli ottomani di Creta, mentre le fortezze di Grabusa, Suda e Spinalonga furono mantenute dalla Repubblica di Venezia. Queste tre fortificazioni erano considerate molto importanti, poiché difendevano le rotte commerciali veneziane e costituivano tre basi strategiche nel caso di una nuova guerra turco-veneziana a Creta.
Il 6 dicembre 1691, durante la guerra di Morea (un'altra guerra ottomano-veneziana), il capitano napoletano Luca Dalla Rocca, dopo essere stato corrotto per denaro dai turchi, tradì i veneziani e consegnò Grabusa agli ottomani; dopo il tradimento, Dalla Rocca visse per il resto della sua vita a Costantinopoli, dove era conosciuto con il soprannome "Capitano Grabusa". Non molto tempo dopo l'inizio del dominio turco, i ribelli cretesi si riunirono nelle tre fortificazioni costiere che includevano Grabusa.

### Guerra d'indipendenza greca

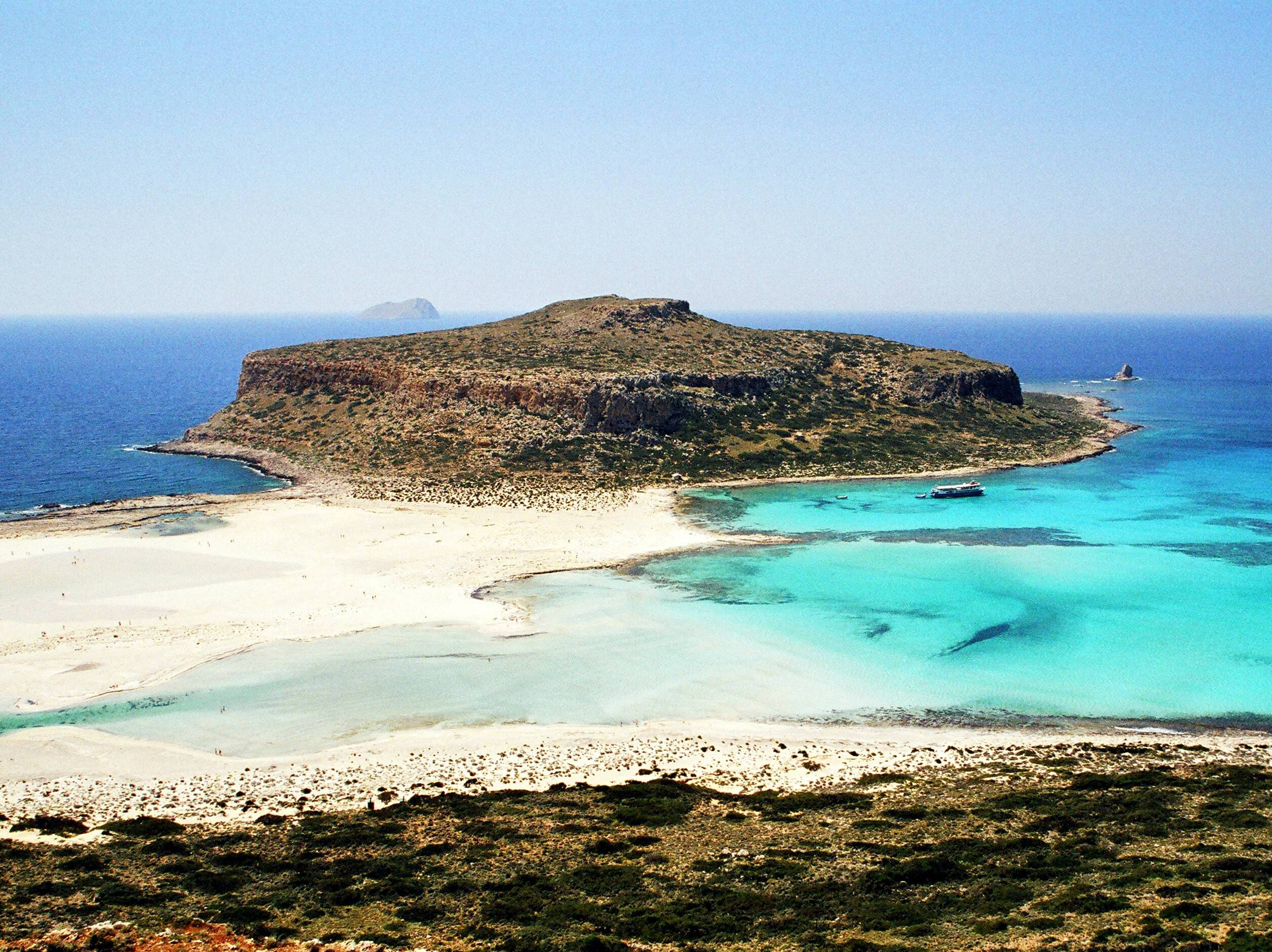
Grabusa e la laguna di Balos furono un covo di pirati durante la guerra d'indipendenza greca

Con lo scoppio della guerra d'indipendenza greca, il forte di Grabusa cadde sulle mani degli insorti. Nel 1823, Emmanouil Tombazis (1784–1831), commissario del governo provvisorio greco per Creta, non riuscì a rafforzare le difese di Grabusa pur avendone l'opportunità, subito dopo il suo arrivo sull'isola. Fu così che verso l'estate del 1825, un corpo di tre o quattrocento cretesi, che aveva combattuto con altri greci nel Peloponneso, sbarcò a Creta: il 9 agosto 1825, alla guida di Dimitrios Kallergis e Emmanouil Antoniadis, questo gruppo di cretesi travestiti da turchi catturò il forte di Grabusa, che divenne la loro base. Queste e successive azioni rivitalizzarono l'insurrezione cretese, promuovendo il cosiddetto "periodo di Grabusa".
Anche se non riuscirono a riprendersi il forte, gli Ottomani riuscirono a bloccare la diffusione dell'insurrezione nelle province occidentali delle isole. Gli insorti di Grabusa vennero assediati per più di due anni e dovettero ricorrere alla pirateria per sopravvivere. Grabusa divenne un covo di pirati che mettevano in pericolo il trasporto commerciale turco-egiziano e europeo nella regione. Durante questo periodo la popolazione di Grabusa si diede un'organizzazione, costruirono anche una scuola e una chiesa, chiamata Panaghia i Kleftrina e dedicata alle mogli dei pirati Clefti.
Nel 1828, il nuovo presidente greco Giovanni Capodistria inviò Alessandro Mavrocordato con navi britanniche e francesi per affrontare i pirati. Questa spedizione portò alla distruzione di tutte le navi pirata di Grabusa e il forte venne posto sotto il controllo britannico. Il 5 gennaio 1828, su ordine del presidente Capodistria, il comandante Hatzimichalis Dalianis sbarcò a Grabusa con 700 uomini.
Durante la rivolta cretese del 1878, solo i forti di Grabusa, Ierapetra, Spinalonga, Candia, Retimno, Izeddin, La Canea e Kissamos non poterono essere catturati dagli insorti poiché non avevano l'artiglieria necessaria.